# MAXSTAR
マクスタア株式会社（MAXSTAR）は、東京都渋谷区に所在する日本の芸能事務所である。

## 所属タレント
- 関川太郎
- 紺野真
- 池永亜美

## 所属アーティスト
- SHY

## 過去所属アーティスト
- BLAZE (音楽ユニット)
- 都志見久美子